# Drosophila altukhovi
Drosophila altukhovi är en tvåvingeart som beskrevs av Imasheva, Lazebny, Cariou, David och Léonidas Tsacas 1994. Drosophila altukhovi ingår i släktet Drosophila och familjen daggflugor. Inga underarter finns listade i Catalogue of Life.
Artens utbredningsområde är Dagestan i Ryssland.